# Cedar Grove (Nyugat-Virginia, Kanawha megye)
Cedar Grove város az USA Nyugat-Virginia államában, Kanawha megyében. Lakosainak száma 718 fő (2020. április 1.).

## Népesség
A település népességének változása:

| 2010 | 997 |
| 2020 | 718 |